# Yang Kaihui
Yáng Kāihuì (în chineză simplificată: 杨开慧; chineză tradițională: 楊開慧; numele de curtoazie: Yúnjǐn (în chineză simplificată: 云锦; chineză tradițională: 雲錦); 6 noiembrie 1901 - 14 noiembrie 1930) a fost a doua soție a lui Mao Zedong din 1920 până în 1930.

## Biografie
S-a născut într-un cătun numit Bancang, în Changsha, provincia Hunan. Ea a avut trei copii cu Mao Zedong: Mao Anying, Mao Anqing și Mao Anlong.
În 1921, ea a aderat la Partidul Comunist Chinez. A fost executată de Kuomintang în 1930, în Changsha (Hunan).

## Legături externe
- http://baike.baidu.com/view/1840.htm 2011-6-16
- http://www.hudong.com/wiki/%E6%9D%A8%E5%BC%80%E6%85%A7 2011-6-16
- http://media.icxo.com/htmlnews/2008/04/10/1269463_0.htm Arhivat în 26 martie 2012, la Wayback Machine. 2011-6-16